# Eclipse Foundation
Az Eclipse Foundation egy nonprofit, tagok által támogatott cég, a nyílt forráskódú Eclipse projektek gazdája. Segít ápolni mind a nyílt forráskódú közösséget, mind a kiegészítő termékek és szolgáltatások ökoszisztémáját. Valójában egy "harmadik generációs" nyílt forráskódú szervezet.

## Története
2003-2004-ben az Eclipse konzorcium, egy 5 szoftveripari gyártó által alkotott nem hivatalos konzorcium megalakította az Eclipse Foundationt (alapítványt) – amely egy nonprofit szervezet –, hogy irányítsa és fejlessze az Eclipse-et.

## Stratégiai partnerek
Minden stratégiai tagnak van képviselője az Eclipse Foundation igazgatótanácsában, akiknek így közvetlen befolyásuk van az Eclipse stratégiai irányvonalának alakítására. A stratégiai tagok a különböző Eclipse-bizottságokban is jelen vannak, hogy információval szolgáljanak az Eclipse Ecosystem témáiról és prioritásairól, és befolyást gyakoroljanak ezekre.
| - Actuate - Bredex GmbH - CA - IBM | - Innoopract - itemis - Nokia - Obeo | - Oracle - SAP - Sonatype - Sopera |

## További tagok
Az Eclipse Foundationnek körülbelül  170 tagja van, amelyek a világ legtöbb régióját, valamint az ipar és a technológia több szegmensét is képviselik.

## Lásd még
- Kerner, Sean Michael. „Eclipse's 'Callisto' Onslaught”, internetnews.com, 2006. június 26.
- Kerner, Sean Michael. „Eclipse Adoption on The Rise”, internetnews.com, 2006. szeptember 5.
- Kerner, Sean Michael. „Five Years On: The Future of Eclipse”, internetnews.com, 2006. november 8.

## Külső hivatkozások
- Wiki Eclipse

## Fordítás
- Ez a szócikk részben vagy egészben  az   Eclipse Foundation című angol Wikipédia-szócikk ezen változatának fordításán alapul.  Az eredeti cikk szerkesztőit annak laptörténete sorolja fel. Ez a jelzés csupán a megfogalmazás eredetét és a szerzői jogokat jelzi, nem szolgál a cikkben szereplő információk forrásmegjelöléseként.